# 榛子乡
榛子乡，是中华人民共和国湖北省宜昌市兴山县下辖的一个乡镇级行政单位。

## 行政区划
榛子乡下辖以下地区：
幸福村、育林村、板庙村、和平村、石柱村、青龙村、青山村和龙口村。